# Mørkhøj Kirke
Mørkhøj Kirke er en moderne sognekirke. Kirken afspejler den funktionelle tradition og er tegnet af Georg Palludan.
Grunden hvor kirken ligger, blev købt i 1941 for 7000 kr af sognepræst i Gladsaxe Sogn, Richard Heinrich Eusebius Thomsen (1877-1945), som forudså at Mørkhøj ville få brug for en kirke.